# Dicranomyia (Dicranomyia) melanderi
Dicranomyia (Dicranomyia) melanderi is een tweevleugelige uit de familie steltmuggen (Limoniidae). De soort komt voor in het Nearctisch gebied.